# Tarot Café
A Tarot Café (hangul: 타로카페, ’Tharo khaphe’) egy manhvasorozat, melynek írója és rajzolója Pak Szangszon. A sorozat cselekménye Nagy Britanniában játszódik. Pamelát, a Tarot Café tulajdonosát számos természetfeletti lény, macskák, tündérek és vámpírok keresik fel, hogy tanácsot kérjenek tőle, miközben fény derül életükre, múltjukra és jövőjükre Pamela tarot kártyái segítségével.